# نوضريات
النَوْضَرِيَّات أو الذباب ذات العينين الساقية أو الذباب ذو العيون المشمرخة أو عائلة سنترونسيدي (الاسم العلمي: Diopsidae)، فصيلة حشرات من ذوات الجناحين. تضم أكثر من 100 نوع، يوجد أكبر تنوع لها في المناطق المدارية في العالم القديم. وتم وصف نوعين في أمريكا الشمالية.